# Proliga 2023 (damer)
Proliga 2023 (av sponsorsskäl kallad 2023 PLN Mobile Proliga) var den 21:a upplagan av tävlingen, som utser de indonesiska mästarna i volleyboll på damsidan och organiseras av Indonesiens volleybollförbund. Turneringen pågick 5 januari till 19 mars 2023.
Serien bestod av sex lag, varav Jakarta BIN var nya i serien. Bandung BJB Tandamata blev mästare för fjärde gången genom att besegra Jakarta Pertamina Fastron i finalen. Fernanda Tomé var främsta poängvinnare under säsongen. Mediol Yoku utsågs till mest värdefulla spelare finalen.

## Lag

### Stab
| Proliga 2023 | Proliga 2023                       | Proliga 2023   | Proliga 2023      | Proliga 2023       | Proliga 2023                     |
| Klubb        | Klubb                              | Tränare        | Lagkapten         | Plats              | Huvudsponsor                     |
| ------------ | ---------------------------------- | -------------- | ----------------- | ------------------ | -------------------------------- |
| BJB          | Bandung BJB Tandamata              | Alim Suseno    | Wilda Nurfadhilah | Bandung, West Java | Bank BJB                         |
| GPP          | Gresik Petrokimia Pupuk Indonesien | Ayub Hidayat   | Mediol Yoku       | Gresik, East Java  | Pupuk Indonesien Holding Company |
| BIN          | Jakarta BIN                        | Oktavian       | Ratri Wulandari   | Jakarta            | BIN                              |
| JEP          | Jakarta Elektrik PLN               | Ziya Racabov   | Lutfiyatul Insyah | Jakarta            | Perusahaan Listrik Negara        |
| JPF          | Jakarta Pertamina Fastron          | Eko Waluyo     | Agustin Wulandari | Jakarta            | Pertamina                        |
| JPP          | Jakarta Popsivo Polwan             | Chamnan Dokmai | Niverka Marte     | Jakarta            | Indonesien National Police       |

### Utländska spelare
Enligt reglerna för turneringen måste varje ha minst en och maximalt två utländska spelare. Det var tillåtet att ersätta en utländsk spelare under huvudserien.
| Lista över utländska spelare       | Lista över utländska spelare   | Lista över utländska spelare               |
| Klubb                              | Spelare 1                      | Spelare 2                                  |
| ---------------------------------- | ------------------------------ | ------------------------------------------ |
| Bandung BJB Tandamata              | Madeline Guillén[källa behövs] | Ceren Kapucu[källa behövs]                 |
| Gresik Petrokimia Pupuk Indonesien | Bohdana Anisova                | Julieta Lazcano                            |
| Jakarta BIN                        | Chen Peiyan                    | Jin Ye Fernanda Tomé                       |
| Jakarta Elektrik PLN               | Katerina Zhidkova              | Vielka Peralta[källa behövs] Odina Aliyeva |
| Jakarta Pertamina Fastron          | Marija Zelenović               | Oleksandra Bytsenko                        |
| Jakarta Popsivo Polwan             | Franciane Richter              | Niverka Marte                              |

## Spelkalender och arenor
Serien spelades i åtta städer. Huvudserien spelades 5 januari till 19 februari 2023 i sex städer: Bandung, Purwokerto, Palembang, Gresik, Malang and Yogyakarta. Finalserien spelades 23 februari till 19 mars 2023 i fyra städer: Gresik, Semarang, Solo and Yogyakarta. I detalj var fördelningen enligt nedan:
| Season          | Season      | Datum          | Arenor                                                          |
| --------------- | ----------- | -------------- | --------------------------------------------------------------- |
| Huvudserien     | Runda 1     | 5-8 januari    | Gelora Sabilulungan Jalak Harupat, Bandung, West Java           |
| Huvudserien     | Runda 1     | 12-15 januari  | GOR Satria, Banyumas, Central Java                              |
| Huvudserien     | Runda 1     | 19-22 januari  | Palembang Sport and Convention Center, Palembang, South Sumatra |
| Huvudserien     | Runda 2     | 2-5 februari   | Gedung Serbaguna Tri Dharma, Gresik, East Java                  |
| Huvudserien     | Runda 2     | 9-12 februari  | GOR Ken Arok, Malang, East Java                                 |
| Huvudserien     | Runda 2     | 16-19 februari | GOR Universitas Negeri Yogyakarta, Sleman, Yogyakarta           |
| Slutspelsserien | Semifinaler | 23-26 februari | Gedung Serbaguna Tri Dharma, Gresik, East Java                  |
| Slutspelsserien | Semifinaler | 2-5 mars       | GOR Jatidiri, Semarang, Central Java                            |
| Slutspelsserien | Semifinaler | 9-12 mars      | Sritex Arena, Surakarta, Central Java                           |
| Slutspelsserien | Final       | 18-19 mars     | GOR Among Rogo, Yogyakarta                                      |

## Huvudserien
- Sex lag mötte varandra både hemma och borta
- De fyra främsta gick vidare till slutspelsserien
- Alla tider är indonesisk tid (WIB (UTC+07:00))

### Tabell
| Pos | Lag                                | M  | V | F | P  | SV | SF | SK    | BV  | BF  | BK    | Kvalificering                        |
| --- | ---------------------------------- | -- | - | - | -- | -- | -- | ----- | --- | --- | ----- | ------------------------------------ |
| 1   | Jakarta Pertamina Fastron          | 10 | 7 | 3 | 21 | 25 | 16 | 1,563 | 921 | 880 | 1,047 | Kvalificerat för the Slutspelsserien |
| 2   | Bandung BJB Tandamata              | 10 | 6 | 4 | 19 | 22 | 16 | 1,375 | 884 | 808 | 1,094 | Kvalificerat för the Slutspelsserien |
| 3   | Jakarta BIN                        | 10 | 6 | 4 | 18 | 23 | 18 | 1,278 | 894 | 887 | 1,008 | Kvalificerat för the Slutspelsserien |
| 4   | Gresik Petrokimia Pupuk Indonesien | 10 | 5 | 5 | 13 | 21 | 22 | 0,955 | 928 | 917 | 1,012 | Kvalificerat för the Slutspelsserien |
| 5   | Jakarta Popsivo Polwan             | 10 | 4 | 6 | 9  | 14 | 25 | 0,560 | 809 | 910 | 0,889 |                                      |
| 6   | Jakarta Elektrik PLN               | 10 | 2 | 8 | 9  | 16 | 24 | 0,667 | 857 | 905 | 0,947 |                                      |

### Matcher
Runda 1
| Datum                  | Tid                    |                                    | Resultat               |                                    | Set 1                  | Set 2                  | Set 3                  | Set 4                  | Set 5                  | Totalt                 | Rapport                |
| Vecka 1 — Kab. Bandung | Vecka 1 — Kab. Bandung | Vecka 1 — Kab. Bandung             | Vecka 1 — Kab. Bandung | Vecka 1 — Kab. Bandung             | Vecka 1 — Kab. Bandung | Vecka 1 — Kab. Bandung | Vecka 1 — Kab. Bandung | Vecka 1 — Kab. Bandung | Vecka 1 — Kab. Bandung | Vecka 1 — Kab. Bandung | Vecka 1 — Kab. Bandung |
| ---------------------- | ---------------------- | ---------------------------------- | ---------------------- | ---------------------------------- | ---------------------- | ---------------------- | ---------------------- | ---------------------- | ---------------------- | ---------------------- | ---------------------- |
| 5 Jan                  | 12:30                  | Gresik Petrokimia Pupuk Indonesien | 1–3                    | Bandung BJB Tandamata              | 19–25                  | 25–22                  | 13–25                  | 18–25                  |                        | 75–97                  | Rapport                |
| 6 Jan                  | 14:00                  | Jakarta Popsivo Polwan             | 0–3                    | Jakarta Pertamina Fastron          | 22–25                  | 20–25                  | 17–25                  |                        |                        | 59–75                  | Rapport                |
| 7 Jan                  | 12:00                  | Jakarta Elektrik PLN               | 1–3                    | Jakarta BIN                        | 23–25                  | 21–25                  | 25–20                  | 29–31                  |                        | 98–101                 | Rapport                |
| 7 Jan                  | 17:00                  | Gresik Petrokimia Pupuk Indonesien | 3–2                    | Jakarta Pertamina Fastron          | 22–25                  | 25–17                  | 19–25                  | 25–17                  | 16–14                  | 107–98                 | Rapport                |
| 8 Jan                  | 16:00                  | Jakarta BIN                        | 0–3                    | Bandung BJB Tandamata              | 16–25                  | 19–25                  | 16–25                  |                        |                        | 51–75                  | Rapport                |
| Vecka 2 — Banyumas     |                        |                                    |                        |                                    |                        |                        |                        |                        |                        |                        |                        |
| 12 Jan                 | 12:00                  | Jakarta Popsivo Polwan             | 3–2                    | Jakarta Elektrik PLN               | 19–25                  | 25–22                  | 25–23                  | 19–25                  | 15–11                  | 103–106                | Rapport                |
| 12 Jan                 | 17:15                  | Jakarta Pertamina Fastron          | 3–1                    | Bandung BJB Tandamata              | 23–25                  | 26–24                  | 25–15                  | 25–20                  |                        | 99–84                  | Rapport                |
| 13 Jan                 | 14:00                  | Gresik Petrokimia Pupuk Indonesien | 1–3                    | Jakarta BIN                        | 18–25                  | 23–25                  | 25–18                  | 18–25                  |                        | 84–93                  | Rapport                |
| 14 Jan                 | 16:00                  | Jakarta Elektrik PLN               | 1–3                    | Jakarta Pertamina Fastron          | 25–17                  | 23–25                  | 16–25                  | 20–25                  |                        | 84–92                  | Rapport                |
| 15 Jan                 | 16:00                  | Jakarta Popsivo Polwan             | 0–3                    | Gresik Petrokimia Pupuk Indonesien | 18–25                  | 20–25                  | 28–30                  |                        |                        | 66–80                  | Rapport                |
| Vecka 3 — Palembang    |                        |                                    |                        |                                    |                        |                        |                        |                        |                        |                        |                        |
| 19 Jan                 | 12:00                  | Jakarta Elektrik PLN               | 2–3                    | Gresik Petrokimia Pupuk Indonesien | 26–24                  | 14–25                  | 25–20                  | 23–25                  | 5–15                   | 93–109                 | Rapport                |
| 19 Jan                 | 16:00                  | Jakarta Popsivo Polwan             | 1–3                    | Bandung BJB Tandamata              | 16–25                  | 21–25                  | 25–17                  | 20–25                  |                        | 82–92                  | Rapport                |
| 20 Jan                 | 14:00                  | Jakarta BIN                        | 1–3                    | Jakarta Pertamina Fastron          | 25–21                  | 14–25                  | 18–25                  | 20–25                  |                        | 77–96                  | Rapport                |
| 21 Jan                 | 16:00                  | Jakarta Elektrik PLN               | 0–3                    | Bandung BJB Tandamata              | 21–25                  | 19–25                  | 22–25                  |                        |                        | 62–75                  | Rapport                |
| 22 Jan                 | 16:00                  | Jakarta Popsivo Polwan             | 3–2                    | Jakarta BIN                        | 28–26                  | 20–25                  | 28–26                  | 16–25                  | 15–13                  | 107–115                | Rapport                |

Runda 2
| Datum            | Tid              |                           | Resultat         |                                    | Set 1            | Set 2            | Set 3            | Set 4            | Set 5            | Totalt           | Rapport          |
| Vecka 4 — Gresik | Vecka 4 — Gresik | Vecka 4 — Gresik          | Vecka 4 — Gresik | Vecka 4 — Gresik                   | Vecka 4 — Gresik | Vecka 4 — Gresik | Vecka 4 — Gresik | Vecka 4 — Gresik | Vecka 4 — Gresik | Vecka 4 — Gresik | Vecka 4 — Gresik |
| ---------------- | ---------------- | ------------------------- | ---------------- | ---------------------------------- | ---------------- | ---------------- | ---------------- | ---------------- | ---------------- | ---------------- | ---------------- |
| 2 Feb            | 12:00            | Jakarta Elektrik PLN      | 2–3              | Jakarta BIN                        | 25–17            | 18–25            | 26–24            | 19–25            | 15–17            | 103–108          | Rapport          |
| 3 Feb            | 14:00            | Bandung BJB Tandamata     | 0–3              | Jakarta BIN                        | 17–25            | 20–25            | 22–25            |                  |                  | 59–75            | Rapport          |
| 4 Feb            | 12:00            | Jakarta Popsivo Polwan    | 1–3              | Jakarta Pertamina Fastron          | 20–25            | 25–23            | 20–25            | 22–25            |                  | 87–98            | Rapport          |
| 4 Feb            | 16:00            | Bandung BJB Tandamata     | 3–1              | Gresik Petrokimia Pupuk Indonesien | 27–25            | 25–15            | 21–25            | 25–11            |                  | 98–76            | Rapport          |
| 5 Feb            | 16:00            | Jakarta Pertamina Fastron | 3–2              | Gresik Petrokimia Pupuk Indonesien | 25–23            | 18–25            | 23–25            | 25–18            | 15–12            | 106–103          | Rapport          |
| Vecka 5 — Malang |                  |                           |                  |                                    |                  |                  |                  |                  |                  |                  |                  |
| 9 Feb            | 12:00            | Jakarta BIN               | 2–3              | Gresik Petrokimia Pupuk Indonesien | 25–23            | 21–25            | 25–20            | 17–25            | 9–15             | 97–108           | Rapport          |
| 9 Feb            | 16:00            | Jakarta Elektrik PLN      | 3–0              | Jakarta Popsivo Polwan             | 25–21            | 25–15            | 25–21            |                  |                  | 75–57            | Rapport          |
| 10 Feb           | 14:00            | Bandung BJB Tandamata     | 1–3              | Jakarta Pertamina Fastron          | 20–25            | 23–25            | 31–29            | 23–25            |                  | 97–104           | Rapport          |
| 11 Feb           | 16:00            | Jakarta Popsivo Polwan    | 0–3              | Jakarta BIN                        | 14–25            | 19–25            | 24–26            |                  |                  | 57–76            | Rapport          |
| 12 Feb           | 16:00            | Jakarta Elektrik PLN      | 1–3              | Bandung BJB Tandamata              | 19–25            | 18–25            | 25–23            | 18–25            |                  | 80–98            | Rapport          |
| Vecka 6 — Sleman |                  |                           |                  |                                    |                  |                  |                  |                  |                  |                  |                  |
| 16 Feb           | 12:00            | Jakarta Elektrik PLN      | 1–3              | Gresik Petrokimia Pupuk Indonesien | 26–24            | 26–28            | 12–25            | 17–25            |                  | 81–102           | Rapport          |
| 16 Feb           | 16:00            | Jakarta Popsivo Polwan    | 3–2              | Bandung BJB Tandamata              | 25–21            | 19–25            | 30–28            | 15–25            | 15–10            | 104–109          | Rapport          |
| 17 Feb           | 14:00            | Jakarta Pertamina Fastron | 2–3              | Jakarta BIN                        | 21–25            | 25–20            | 25–16            | 20–25            | 9–15             | 100–101          | Rapport          |
| 18 Feb           | 16:00            | Jakarta Popsivo Polwan    | 3–1              | Gresik Petrokimia Pupuk Indonesien | 25–15            | 16–25            | 25–23            | 25–21            |                  | 91–84            | Rapport          |
| 19 Feb           | 16:00            | Jakarta Elektrik PLN      | 3–0              | Jakarta Pertamina Fastron          | 25–15            | 25–21            | 25–23            |                  |                  | 75–59            | Rapport          |

## Slutspelsserien
- Fyra lag möttes hemma och borta.
- De två första lagen gick till final, de två sista spelade match om tredjepris
- Alla tider är indonesisk tid (WIB (UTC+07:00))
- Indonesiens volleybollförbund använde videoutmanarteknik.

### Tabell
| Pos | Lag                                | M | V | F | P  | SV | SF | SK    | BV  | BF  | BK    | Kvalificering       |
| --- | ---------------------------------- | - | - | - | -- | -- | -- | ----- | --- | --- | ----- | ------------------- |
| 1   | Bandung BJB Tandamata              | 6 | 5 | 1 | 13 | 15 | 8  | 1,875 | 531 | 496 | 1,071 | Final               |
| 2   | Jakarta Pertamina Fastron          | 6 | 3 | 3 | 9  | 11 | 12 | 0,917 | 505 | 516 | 0,979 | Final               |
| 3   | Gresik Petrokimia Pupuk Indonesien | 6 | 2 | 4 | 8  | 11 | 14 | 0,786 | 534 | 547 | 0,976 | Match om tredjepris |
| 4   | Jakarta BIN                        | 6 | 2 | 4 | 6  | 11 | 14 | 0,786 | 566 | 577 | 0,981 | Match om tredjepris |

### Matcher
| Datum               | Tid              |                                    | Resultat         |                                    | Set 1            | Set 2            | Set 3            | Set 4            | Set 5            | Totalt           | Rapport          |
| Vecka 7 — Gresik    | Vecka 7 — Gresik | Vecka 7 — Gresik                   | Vecka 7 — Gresik | Vecka 7 — Gresik                   | Vecka 7 — Gresik | Vecka 7 — Gresik | Vecka 7 — Gresik | Vecka 7 — Gresik | Vecka 7 — Gresik | Vecka 7 — Gresik | Vecka 7 — Gresik |
| ------------------- | ---------------- | ---------------------------------- | ---------------- | ---------------------------------- | ---------------- | ---------------- | ---------------- | ---------------- | ---------------- | ---------------- | ---------------- |
| 23 Feb              | 16:00            | Bandung BJB Tandamata              | 3–2              | Jakarta BIN                        | 21–25            | 25–23            | 28–26            | 24–26            | 15–12            | 113–112          | Rapport          |
| 24 Feb              | 16:00            | Jakarta Pertamina Fastron          | 1–3              | Gresik Petrokimia Pupuk Indonesien | 25–23            | 14–25            | 19–25            | 19–25            |                  | 77–98            | Rapport          |
| 25 Feb              | 16:00            | Bandung BJB Tandamata              | 3–2              | Gresik Petrokimia Pupuk Indonesien | 33–31            | 20–25            | 19–25            | 25–19            | 15–9             | 112–109          | Rapport          |
| 26 Feb              | 16:00            | Jakarta Pertamina Fastron          | 3–1              | Jakarta BIN                        | 33–31            | 17–25            | 25–18            | 25–22            |                  | 100–96           | Rapport          |
| Vecka 8 — Semarang  |                  |                                    |                  |                                    |                  |                  |                  |                  |                  |                  |                  |
| 2 Mar               | 18:30            | Jakarta BIN                        | 3–2              | Gresik Petrokimia Pupuk Indonesien | 25–18            | 23–25            | 25–20            | 21–25            | 15–13            | 109–101          | Rapport          |
| 3 Mar               | 18:30            | Jakarta Pertamina Fastron          | 0–3              | Bandung BJB Tandamata              | 18–25            | 20–25            | 15–25            |                  |                  | 53–75            | Rapport          |
| 4 Mar               | 18:30            | Bandung BJB Tandamata              | 0–3              | Jakarta BIN                        | 28–30            | 24–26            | 15–25            |                  |                  | 67–81            | Rapport          |
| 5 Mar               | 18:30            | Gresik Petrokimia Pupuk Indonesien | 1–3              | Jakarta Pertamina Fastron          | 25–17            | 18–25            | 17–25            | 12–25            |                  | 72–92            | Rapport          |
| Vecka 9 — Surakarta |                  |                                    |                  |                                    |                  |                  |                  |                  |                  |                  |                  |
| 9 Mar               | 16:00            | Bandung BJB Tandamata              | 3–0              | Gresik Petrokimia Pupuk Indonesien | 25–17            | 25–21            | 25–20            |                  |                  | 75–58            | Rapport          |
| 10 Mar              | 16:00            | Jakarta Pertamina Fastron          | 3–1              | Jakarta BIN                        | 25–27            | 25–23            | 25–18            | 25–18            |                  | 100–86           | Rapport          |
| 11 Mar              | 16:00            | Jakarta BIN                        | 1–3              | Gresik Petrokimia Pupuk Indonesien | 23–25            | 25–21            | 17–25            | 17–25            |                  | 82–96            | Rapport          |
| 12 Mar              | 16:00            | Jakarta Pertamina Fastron          | 1–3              | Bandung BJB Tandamata              | 18–25            | 17–25            | 25–14            | 23–25            |                  | 83–89            | Rapport          |

### Finalspel
| Datum                 | Tid                   |                                    | Resultat              |                           | Set 1                 | Set 2                 | Set 3                 | Set 4                 | Set 5                 | Totalt                | Rapport               |
| Vecka 10 — Yogyakarta | Vecka 10 — Yogyakarta | Vecka 10 — Yogyakarta              | Vecka 10 — Yogyakarta | Vecka 10 — Yogyakarta     | Vecka 10 — Yogyakarta | Vecka 10 — Yogyakarta | Vecka 10 — Yogyakarta | Vecka 10 — Yogyakarta | Vecka 10 — Yogyakarta | Vecka 10 — Yogyakarta | Vecka 10 — Yogyakarta |
| Match om tredjepris   | Match om tredjepris   | Match om tredjepris                | Match om tredjepris   | Match om tredjepris       | Match om tredjepris   | Match om tredjepris   | Match om tredjepris   | Match om tredjepris   | Match om tredjepris   | Match om tredjepris   | Match om tredjepris   |
| --------------------- | --------------------- | ---------------------------------- | --------------------- | ------------------------- | --------------------- | --------------------- | --------------------- | --------------------- | --------------------- | --------------------- | --------------------- |
| 18 Mar                | 14:00                 | Gresik Petrokimia Pupuk Indonesien | 3–0                   | Jakarta BIN               | 27–25                 | 25–20                 | 25–18                 |                       |                       | 77–63                 | Rapport               |
| Final                 |                       |                                    |                       |                           |                       |                       |                       |                       |                       |                       |                       |
| 18 Mar                | 16:00                 | Bandung BJB Tandamata              | 3–2                   | Jakarta Pertamina Fastron | 27–25                 | 25–22                 | 24–26                 | 20–25                 | 15–8                  | 111–106               |                       |

## Slutplaceringar
| Pos. | Lag                                |
| ---- | ---------------------------------- |
| 1    | Bandung BJB Tandamata              |
| 2    | Jakarta Pertamina Fastron          |
| 3    | Gresik Petrokimia Pupuk Indonesien |
| 4    | Jakarta BIN                        |
| 5    | Jakarta Popsivo Polwan             |
| 6    | Jakarta Elektrik PLN               |

| Mästare               |
| --------------------- |
| Bandung BJB Tandamata |

| Laguppställning |
| Yulis, Sari, Dya Hawa, Syavina, Wintang, Tanisa, Miva, Madeline, Rika, Fitriyani, Tasya, Tiara, Wilda, Dian, Ceren, Shella, Maradanti |
| Tränare |
| Alim Suseno |